# Alexander de Bicknor
Alexander de Bicknor, aussi écrit Bykenore dans les sources en moyen anglais, (né pendant les années 1260 – mort le 14 juillet 1349) est un ecclésiastique qui a servi les rois Plantagenêts Édouard Ier, Édouard II et Édouard III d'Angleterre.
Célèbre pour avoir été archevêque de Dublin de 1317 jusqu'à sa mort en 1349, sa carrière est parsemée de missions diplomatiques au service des différents rois d'Angleterre ainsi que de nominations à des postes civils et ecclésiastiques en Irlande, notamment ceux de Lord grand trésorier et de Lord chancelier d'Irlande.

## Origines et début de carrière
La date de naissance de Bicknor est incertaine. Plusieurs mentions d'un Alexander de Bicknor peuvent être consultées dans les registres du Gloucestershire datant de la fin du XIIIe siècle et du début du XIVe siècle. Les historiens Niav Gallagher et J. R. S Phillips considèrent qu'il s'agit bel et bien du futur archevêque de Dublin, dont ils fixent la date de naissance au cours des années 1260. La première mention le concernant est celle qui le décrit comme bailli de Gloucester en 1273, ce qui met doute la théorie de Gallagher et Phillips, bien qu'il existe une série de documents reliant cet Alexander de Bicknor à l'archevêque. On ignore si Bicknor représente un des rares cas de longévité pour l'époque (il aurait été âgé de plus de 80 ans à sa mort), mais il est très probable qu'il ait été d'âge mûr au moment où il est élu pour la toute première fois archevêque en 1310. La carrière d'Alexander de Bicknor dans le Gloucestershire le conduit à être à un moment impliqué dans le commerce de la laine ainsi que dans des fonctions civiles, y compris la perception d'impôts, les commissions d'oyer et terminer, et la charge de bailli de Gloucester à huit reprises. De Bicknor figure parmi les neuf hommes de Gloucester accusés de fraude fiscale concernant le commerce du vin en 1287, ce qui suggérerait qu'il a perçu un large éventail d'intérêts commerciaux. Compte tenu de sa présence à Gloucester, la famille de Bicknor pourrait avoir tiré son nom de la ville d'English Bicknor dans le Gloucestershire (le qualificatif « English » n'apparaîtra que bien plus tard). La Catholic Encyclopedia associe cependant le futur prélat à une autre ville nommée Bicknor dans le Kent, malgré le fait qu'il soit désigné dans un document en 1297 sous le nom d'« Alexander de Bykenore de Gloucester ». Des confusions subsistent toutefois sur le lieu d'origine d'Alexander, car plusieurs personnes contemporaines surnommées « de Bicknor » sont associées au Kent (comme le chevalier et chef fauconnier du roi Édouard Ier, John de Bicknor), ce qui ne permet pas d'aboutir à une conclusion sur sa ville de naissance. Selon les registres officiels, une licence pour reconstruire une forteresse à Ruardean, à environ quatre miles d'English Bicknor, est accordée à Alexander de Bicknor (très certainement lorsqu'il est archevêque) par le roi en 1311, ce qui corrobore l'identification avec les Bicknor du Gloucestershire et indique également qu'il doit avoir possédé une habitation assez importante dans les environs. Des vestiges de ce bâtiment, depuis désigné sous le nom de « château de Ruardean », peuvent encore être contemplés de nos jours.

## Archevêque de Dublin
De Bicknor est initialement élu en 1310 archevêque de Dublin à l'unanimité par les chapitres des cathédrales Saint-Patrick et Christ Church, au moment où il est trésorier d'Irlande et prébende de Maynooth. Pour des raisons demeurées obscures, l'élection est annulée (les sources diffèrent s'il s'agit d'une décision du pape Clément V ou du roi d'Angleterre Édouard II) et c'est finalement à l'évêque de Dunkeld John de Leche qu'échoit le poste en 1311. Ce dernier meurt dès 1313 et sa succession est alors disputée entre Alexander de Bicknor et le Lord chancelier d'Irlande Walter de Thornbury. Ce dernier meurt dans un naufrage alors qu'il se rend en France pour y obtenir le soutien du pape. Sans rival sérieux, Bicknor est finalement élu archevêque de Dublin et consacré en 1317, probablement en Avignon.

### Université de Saint-Patrick
Un des plus grands aboutissements de l'archevêque de Bicknor est la fondation de la toute première université irlandaise à la cathédrale Saint-Patrick en 1320. La charte autorisant l'ouverture de ce nouveau centre universitaire a été obtenue par John de Leche quelques années auparavant. Bien qu'elle ait eu un certain succès auprès de la population, l'institution n'a pas subsisté jusqu'à nos jours. Plusieurs références historiques remarquent toutefois qu'elle a persisté en un sens jusqu'à la Réforme anglaise.

### Combats contre les Écossais
Alexander de Bicknor accède à l'évêché de Dublin au moment où l'Irlande est plongée dans le chaos depuis 1315, date à laquelle Édouard Bruce, frère cadet du roi Robert Ier d'Écosse, envahit le pays. Bruce est proclamé roi d'Irlande par ses partisans locaux et entend bien déstabiliser la suprématie du roi Édouard II sur l'île. La campagne des Écossais est d'abord couronnée de succès, puisque la résistance des Anglais ne se limite en 1316 qu'à une zone périphérique autour de Dublin. Toutefois, les alliés irlandais de Bruce se disputent et ce dernier est quasiment abandonné par les seigneurs locaux lorsqu'il est défait et tué à la bataille de Faughart en octobre 1318. Bicknor avait quelques mois avant sa mort promulgué son excommunication. La menace écossaise semble écartée définitivement en Irlande mais l'archevêque de Dublin tient à protéger l'île contre une éventuelle autre invasion en faisant fortifier personnellement en 1324 la ville de Tallaght,,.

### Séjour en France
Malgré la victoire contre les Écossais, la position du roi Édouard II reste précaire, surtout lorsqu'il s'affiche avec son favori Hugues le Despenser. En avril 1324, Bicknor est envoyé en France par le roi aux côtés d'Edmond de Woodstock, demi-frère du roi, afin de résoudre les tensions en Aquitaine. Leur mission échoue et la guerre éclate entre la France et l'Angleterre. La campagne française en Aquitaine est rapide et s'achève le 22 septembre lorsque Edmond de Woodstock capitule à La Réole, sur le conseil de l'archevêque de Dublin, qui considère la position anglaise comme intenable. Quelques mois plus tard, l'archevêque de Dublin rejoint à Paris le parti de la reine d'Angleterre Isabelle de France, humiliée par son époux Édouard et Despenser. Elle rencontre le baron rebelle anglais Roger Mortimer, qui devient son amant en décembre 1325. L'archevêque de Dublin aurait déclaré à ce moment-là qu'il serait prêt à affronter Hugues le Despenser en duel, si sa position ecclésiastique ne le lui interdisait pas. Édouard II publie en représailles une longue liste d'accusations à l'encontre de Bicknor, qu'il envoie au pape Jean XXII. L'enquête pontificale qui suit conduit à la découverte de problèmes importants dans les comptes de Bicknor, et en particulier à des arriérés substantiels envers l'Église elle-même, dont le non-paiement entraîne l'excommunication de l'archevêque. Malgré ces sanctions, Bicknor reste fidèle à la reine Isabelle et la rejoint lorsqu'elle renverse à l'automne 1326 son époux. Édouard II est contraint d'abdiquer en 1327 en faveur de son fils aîné Édouard III, encore jeune et contrôlable par Isabelle et Mortimer.

### Disgrâce
À la fin des années 1320 commence à avoir lieu la période la plus sombre de la carrière de l'archevêque, lorsque d'autres fraudes sous son administration en Irlande sont découvertes. Bicknor est d'autant plus déçu lorsque ses biens et ses possessions sont saisis par Isabelle et Mortimer, alors qu'il s'attend à un pardon. À compter de cet instant, l'influence de Bicknor dans la politique du royaume décroit sensiblement. Il s'attire le courroux des régents lorsqu'il tente de falsifier un pardon royal. Néanmoins, lorsque Édouard III atteint sa majorité en 1330, il renverse Mortimer et le fait exécuter. De nombreuses victimes de son emprise sur le pouvoir sont exonérées, dont Bicknor, qui reçoit un pardon authentique du roi pour les fraudes dont il a été accusé.

### Dernières années
La carrière de Bicknor en tant qu'archevêque est marquée par des conflits après l'avènement d'Édouard III. En particulier, Bicknor se querelle avec l'évêque d'Ossory Richard Ledrede. Une autre dispute surgit entre les archevêques de Dublin et d'Armagh au sujet de la primauté sur l'Église d'Irlande. Ainsi, en 1349, l'archevêque d'Armagh Richard FitzRalph entre à Dublin pour se faire reconnaître « primat de toute l'Irlande ».

## Généalogie
Le généalogiste Gustave Anjou affirme, selon des sources controversées, que le nom de Bicknor a finalement évolué vers le nom de famille anglais moderne Buckner, mais cette assertion est douteuse. Il fait aussi référence à une nièce d'Alexander de Bicknor nommé Margery, à laquelle l'archevêque a accordé le manoir de Ruardean en 1311 à l'occasion de son mariage avec Geoffrey de Langley.